# Jens Albinus
Jens Albinus (Bogense, 3 gennaio 1965) è un attore e regista danese.
Albinus è noto ai più per le sue partecipazioni in Idioti, Dancer in the Dark e Il grande capo del regista, suo connazionale, Lars von Trier.

## Biografia
Nato a Bogense nel 1965, Albinus studia recitazione presso l'Aarhus Teater ad Aarhus, dove si diploma nel 1989. Lavora presso lo stesso teatro sino al 1994. La sua carriera cinematografica inizia nel 1996 e nel 1998 ottiene la sua prima parte importante nel film Idioti di Lars von Trier, regista con cui collaborerà ancora in Dancer in the Dark (2000), Il grande capo (2006) e Lars: The Early Years del 2007 (quest'ultimo scritto, ma non diretto da von Trier).

## Vita privata
La sua compagna attuale è l'attrice danese Marina Bouras, con la quale ha avuto una figlia nel settembre 2007.

## Filmografia parziale

### Cinema
- Anton, regia di Aage Rais (1996)
- Portland, regia di Niels Arden Oplev (1996)
- Idioti (Idioterne), regia di Lars von Trier (1998)
- Din for altid, regia di Carsten Sønder - cortometraggio (1999)
- Zacharias Carl Borg, regia di Kenneth Kainz - cortometrggio (2000)
- Dancer in the Dark, regia di Lars von Trier (2000)
- La panchina (Bænken), regia di Per Fly (2000)
- Gottlieb, regia di Niels Nørløv Hansen - cortometraggio (2001)
- Far from China, regia di C.S. Leigh (2001)
- At kende sandheden, regia di Nils Malmros (2002)
- Forbrydelser, regia di Annette K. Olesen (2004)
- Il grande capo (The Boss Of It All), regia di Lars von Trier (2006)
- Daisy Diamond, regia di Simon Staho (2007)
- This Is Love, regia di Matthias Glasner (2009)
- Sandheden om mænd. regia di Nikolaj Arcel (2010)
- Nymphomaniac, regia di Lars von Trier (2013)
- Rosita, regia di Frederikke Aspöck (2015)
- Pietro il fortunato (Lykke-Per), regia di Bille August (2018)
- Das Vorspiel, regia di Ina Weisse (2019)
- Schwesterlein, regia di Stéphanie Chuat e Véronique Reymond (2020)

### Televisione
- Bryggeren - miniserie TV, un episodio (1996)
- The Eagle - serie TV, 24 episodi (2004-2006)
- Borgen - Il potere (Borgen) - serie TV, 9 episodi (2013)
- Deutschland 83 - serie TV, 3 episodi (2015)

## Riconoscimenti
- Premio Bodil, 2002: miglior attore protagonista[5].
- Premio Robert, 2003: miglior attore protagonista[6].